# Aniho papyrus

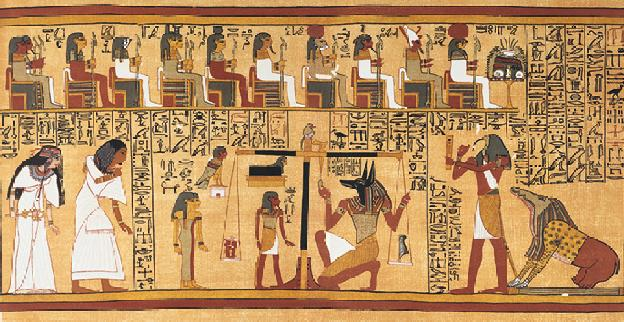
Scéna vážení srdce z Aniho papyru

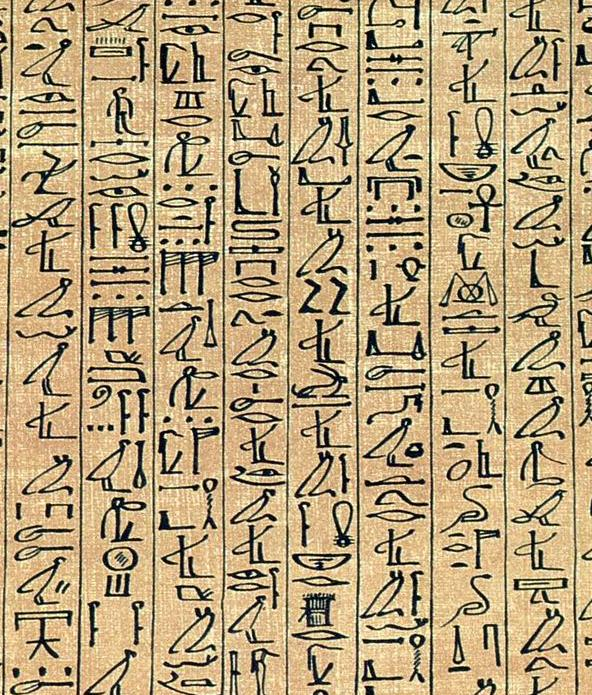
Kurzívní hieroglyfické písmo

Aniho papyrus je staroegyptský papyrus pojmenovaný po svém majiteli, jímž byl blíže neznámý hodnostář Ani. Je nejzachovalejším exemplářem Knihy mrtvých, který se současně vyznačuje největším počtem zaznamenaných kapitol a výjimečnou kvalitou zpracování. Vznikl někdy v období 19. dynastie v době Nové říše. V roce 1888 jej v oblasti někdejšího Vesetu zakoupil E. A. Wallis Budge pro Britské muzeum v Londýně, kde je uložen.

## Popis
Papyrus má rozměry cca 23,4 × 0,375 metru, přičemž je slepen ze šesti papyrových segmentů různé délky. Vyšší kvalita a pevnost materiálu je dána tím, že při jejich výrobě byly na sebe položeny nikoli dvě, ale tři vrstvy papyrových plátků. Text je psán kurzivními hieroglyfy uspořádanými do svislých sloupců, čte se zprava doleva. Celek textu je orientován v opačném směru zleva doprava.